# Лост-Лейк-Вудс (Мічиган)
Лост-Лейк-Вудс (англ. Lost Lake Woods) — переписна місцевість (CDP) в США, в окрузі Алкона штату Мічиган. Населення — 367 осіб (2020).

## Географія
Лост-Лейк-Вудс розташований за координатами 44°47′55″ пн. ш. 83°25′16″ зх. д. / 44.79861° пн. ш. 83.42111° зх. д. (44.798556, -83.421090).  За даними Бюро перепису населення США в 2010 році переписна місцевість мала площу 13,43 км², з яких 13,07 км² — суходіл та 0,36 км² — водойми.

## Демографія
Згідно з переписом 2010 року, у переписній місцевості мешкало 312 осіб у 173 домогосподарствах у складі 115 родин. Густота населення становила 23 особи/км².  Було 530 помешкань (39/км²).
Расовий склад населення:
| - 98,7 % — білих - 0,3 % — корінних американців - 0,3 % — азіатів |

До двох чи більше рас належало 0,3 %. Частка іспаномовних становила 0,0 % від усіх жителів.
За віковим діапазоном населення розподілялося таким чином: 6,4 % — особи молодші 18 років, 31,4 % — особи у віці 18—64 років, 62,2 % — особи у віці 65 років та старші. Медіана віку мешканця становила 68,1 року. На 100 осіб жіночої статі у переписній місцевості припадало 100,0 чоловіків;  на 100 жінок у віці від 18 років та старших — 94,7 чоловіків також старших 18 років.
Середній дохід на одне домашнє господарство  становив 59 115 доларів США (медіана — 37 143), а середній дохід на одну сім'ю — 63 793 долари (медіана — 36 964). За межею бідності перебувало 3,5 % осіб, у тому числі 0,0 % дітей у віці до 18 років та 1,5 % осіб у віці 65 років та старших.
Цивільне працевлаштоване населення становило 69 осіб. Основні галузі зайнятості: мистецтво, розваги та відпочинок — 24,6 %, освіта, охорона здоров'я та соціальна допомога — 18,8 %, фінанси, страхування та нерухомість — 15,9 %.